# Pelagornithidae
De Pelagornithidae zijn een familie van uitgestorven vogels uit de Odontopterygiformes. Deze dieren worden wel aangeduid als 'pseudotandvogels' en het waren de dominante zeevogels gedurende een groot deel van het Kenozoïcum. 
De 'pseudotandvogels' danken hun naam aan de tandachtige beenpunten op de randen van de snavel. Het waren grote vogels: de grootste soorten hadden een spanwijdte tot zes meter en zelfs de kleinere soorten hadden nog het formaat van een albatros. Fossielen van Pelagornithidae zijn wereldwijd gevonden en dateren uit het Laat-Paleoceen tot de overgang van het Plioceen naar het Pleistoceen.

## Geslachten en niet-geïdentificeerde exemplaren
Omdat de meeste resten van pseudotandvogels gefragmenteerd en verbrijzeld zijn, is het niet duidelijk of de ongeveer twaalf genoemde geslachten allemaal geldig zijn. Alleen de snavels zijn robuust en onderscheidend genoeg om een goede taxonomische afbakening mogelijk te maken, en zelfs deze worden meestal in gebroken stukken gevonden. Argilliornis en Neptuniavis bijvoorbeeld bleken onlangs respectievelijk arm- en beenbotten te zijn van Dasornis, die tot dan toe alleen bekend was van schedelbotten. Omvang wordt over het algemeen beschouwd als een betrouwbare marker voor algemene diversiteit, maar er moet goed op gelet worden of kleine exemplaren niet van jonge vogels afkomstig zijn.
Voorlopig worden de volgende geslachten erkend:
- Protodontopteryx (Vroeg-Paleoceen van Nieuw-Zeeland)
- Pseudodontornis (Laat-Paleoceen ?-? Laat-Oligoceen van Charleston, South Carolina) - polyfyletisch (typesoort in Palaeochenoides/Pelagornis)?
- Odontoptila (Laat-Paleoceen/Vroeg-Eoceen van Ouled Abdoun Basin, Marokko) - een nomen nudum; preoccupé
- Odontopteryx (Laat-Paleoceen/Vroeg-Eoceen van Ouled Abdoun Basin, Marokko - Midden-Eoceen van Oezbekistan) - inclusief Neptuniavis minor, kan Pseudodontornis longidentata, Pseudodontornis tschulensis en Macrodontopteryx bevatten.
- Dasyornis (Londense klei Vroeg-Eoceen van Isle of Sheppey, Engeland) - inclusief Argillornis, Lithornis emuinus en Neptuniavis miranda; kan Odontopteryx gigas (een nomen nudum), Pseudodontornis longidentata en Gigantornis bevatten
- Macrodontopteryx (London Clay Vroeg-Eoceen van Engeland) - kan Pseudodontornis longidentata omvatten en/of bij Odontopteryx horen
- cf. Odontopteryx (Vroeg-Eoceen van Virginia)
- Gigantornis (Ameki Midden-Eoceen van Ameki, Nigeria) - kan behoren tot Dasornis
- cf. Odontopteryx (Midden-Eoceen van Mexico)
- Pelagornithidae gen. et sp. indet. (Midden-Eoceen van Mount Discovery, Antarctica) - dezelfde als grote Seymour Island-specimen/Dasornis/Gigantornis?
- Pelagornithidae gen. et sp. indet. (Midden-Eoceen van Etterbeek, België) - Dasornis/Macrodontopteryx?
- Aequornis (Midden-Eoceen van Kpogamé-Hahotoé, Togo) - een nomen nudum
- Pelagornithidae gen. et spp. indet. (La Meseta Midden/Late Eoceen van Seymour Island, Antarctica) - twee soorten? Zelfde als Mount Discovery specimen/Dasornis/Gigantornis, Odontopteryx?
- Pelagornithidae gen. et sp. indet. (Laat-Eoceen van Frankrijk)
- Pelagornithidae gen. et sp. indet. (Laat-Eoceen van Kazachstan) - hoort mogelijk thuis in Zheroia
- Pelagornithidae gen. et sp. indet. (Eoceen van Zuid-Shetlandeilanden, Zuid-Atlantische Oceaan)
- cf. Dasornis (Laat-Eoceen/Vroeg-Oligoceen van Oregon) - Cyphornis?
- cf. Macrodontopteryx (Vroeg-Oligoceen van Hamstead, Engeland) - kan thuishoren in Proceriavis
- Pelagornithidae gen. et sp. indet. (Vroeg-Oligoceen van Japan)
- Caspiodontornis (Laat-Oligoceen van Pirəkəşkül, Azerbeidzjan) - mogelijk behorend tot Guguschia
- Palaeochenoides (Laat-Oligoceen van South Carolina) - kan Pseudodontornis longirostris bevatten of tot Pelagornis behoren
- Pelagornithidae gen. et sp. indet. (Laat-Oligoceen van Zuid-Carolina)
- Pelagornithidae gen. et sp. indet. (Yamaga Laat-Oligoceen van Kitakyushu, Japan) - Osteodontornis?
- Tympanonesiotes (Laat-Oligoceen of Vroeg-Mioceen van Cooper River)
- Cyphornis (Vroeg-Mioceen van Carmanah Point, Vancouver Island, Canada) - kan Osteodontornis bevatten
- Osteodontornis (Vroeg-Mioceen - Vroeg-Plioceen) - kan bij Cyphornis horen
- Pelagornis (Vroeg-Mioceen van Armagnac, Frankrijk - Vroeg-Pleistoceen van Ahl al Oughlam, Marokko) - kan behoren tot Pseudodontornis longirostris, Palaeochenoides
- Pelagornithidae gen. et spp. indet. (Vroeg?-Mioceen - Vroeg-Plioceen van oostelijke Verenigde Staten) - 2-3 soorten? Pelagornis?
- cf. Osteodontornis (Capadare Midden-Mioceen van Cueva del Zumbador, Venezuela)
- cf. Osteodontornis/Pelagornis (?Midden-/Laat-Mioceen van North Canterbury, Nieuw-Zeeland)
- cf. Pelagornis (Bahía Inglesa Midden-Mioceen van Chili - Vroeg-Plioceen van Chili en Peru) - 2 soorten?
- cf. Osteodontornis (Pisco Midden-Mioceen -? Vroeg-Plioceen van Peru) - 2 soorten?
- Pseudodontornis stirtoni (Mioceen of Plioceen van Motunau Beach, Nieuw-Zeeland) - soms Neodontornis
- Pelagornithidae gen. et sp. indet. (Yushima Vroeg-Plioceen van Maesawa, Japan) - Osteodontornis?
- cf. Pseudodontornis stirtoni (Tangahoe Mudstone Midden-Plioceen van Hawera Nieuw-Zeeland)
- Pelagornithidae gen. et sp. indet. (Dainichi Vroeg-Pleistoceen van Kakegawa, Japan) - Osteodontornis?
- Pelagornis sp. (Laat-Plioceen van Californië: Boessenecker en Smith; 2011)